# Radio Cottbus

Logo von 2002 bis 2012

Radio Cottbus (eigene Schreibweise RADIO COTTBUS, zuvor 94.5 Radio Cottbus) ist ein lokaler Radiosender in Cottbus, der seit dem 1. August 2002 in betrieb ist. Der Sender Teil der lokalen Hörfunkkette The Radio Group. Eigentümer ist Stephan Schwenk, Geschäftsführer ist Ronny Gersch. Laut Mediaanalyse 2024/2 erreicht der Sender 170.000 Hörer.

## Programm
Der Sender bietet unter anderem eine Morningshow, halbstündliche Lokalnachrichten  sowie ganztäglich stündlich Weltnachrichten.

## Frequenzen
Radio Cottbus ist über UKW-Antenne auf der Frequenz 94,5 MHz, im Internet über Live-Stream und über DAB+ über die Stadtgrenzen hinaus zu empfangen.
- Cottbus 94,5 MHz (Kabel 97,95 MHz)
- Forst 102,7 MHz (Kabel 101,8 MHz & 105,25 MHz)
- Guben 92,1 MHz (Kabel 97,8 MHz)
- Senftenberg 90,3 MHz (Kabel 98,0 MHz)
- Spremberg 90,3 MHz (Kabel 97,95 MHz)